# Liste der Kulturdenkmäler in Ulmen (Eifel)
In der Liste der Kulturdenkmäler in Ulmen sind alle Kulturdenkmäler der rheinland-pfälzischen Stadt Ulmen einschließlich des Stadtteils Meiserich aufgeführt. In den Stadtteilen Furth und Vorpochten sind keine Kulturdenkmäler ausgewiesen. Grundlage ist die Denkmalliste des Landes Rheinland-Pfalz (Stand: 21. September 2023).

## Denkmalzonen
| Bezeichnung            | Lage                    | Baujahr  | Beschreibung | Bild                           |
| ---------------------- | ----------------------- | -------- | --- | ------------------------------ |
| Denkmalzone Burg Ulmen | Ulmen, Burgfrieden Lage | vor 1292 | Burganlage bestehend aus Niederburg, vor 1292, und Oberburg, 1679 teilzerstört; zwingerartiger Torweg, von der Niederburg nur geringe Mauerreste; in der Oberburg die Umfassungsmauern des kurtrierischen Amtshauses, einem im Kern spätmittelalterlichen Bau, der 1682/83 instand gesetzt wurde, Teile der Ringmauer, Brunnen rekonstruiert; einschließlich Burgberg sowie der Gebäude des 18. und 19. Jahrhunderts in Bachstraße 2 und Burgfrieden 4, 5, 8 und 12 | weitere Bilder Fotos hochladen |

## Einzeldenkmäler
| Bezeichnung                          | Lage                                              | Baujahr                             | Beschreibung | Bild                           |
| ------------------------------------ | ------------------------------------------------- | ----------------------------------- | --- | ------------------------------ |
| Kurtrierisches Zehnthaus             | Ulmen, Antoniusstraße 2/4 Lage                    | 1727                                | ehemaliges kurtrierisches Zehnthaus; Mansarddachbau, bezeichnet 1727 | Fotos hochladen                |
| Wegekreuz                            | Ulmen, Cochemer Straße, Ecke Burgfrieden Lage     | erstes Drittel des 18. Jahrhunderts | Wegekreuz, Sandstein, erstes Drittel des 18. Jahrhunderts | Fotos hochladen                |
| Katholische Pfarrkirche St. Matthias | Ulmen, In der Lay Lage                            | 1905                                | zweischiffige Hallenkirche, 1905, unter Verwendung von Mauerteilen des spätgotischen Vorgängers; Querhaus anstelle des Chors, 1966/67; Gesamtanlage aus Kirche und Friedhof; auf dem Friedhof: Grabmal Bonsig, 19. Jahrhundert; Kriegerdenkmal, 1920er Jahre | weitere Bilder Fotos hochladen |
| Wegekreuz                            | Ulmen, In der Lay, an Nr. 1 Lage                  | 1817                                | Wegekreuz, Basalt, bezeichnet 1817 | Fotos hochladen                |
| Wohnhaus                             | Ulmen, In der Lay 2 Lage                          | um 1840                             | Fachwerkhaus, Ökonomiegebäude, um 1840 | BW                             |
| Wappen                               | Ulmen, In der Lay, an Nr. 3 Lage                  | 18. Jahrhundert                     | Wappen, 18. Jahrhundert | BW                             |
| Wohnhaus                             | Ulmen, In der Lay, zu Nr. 3 Lage                  | frühes 16. Jahrhundert              | Fachwerkhaus, Ständerbau, frühes 16. Jahrhundert, im 19. Jahrhundert überformt | Fotos hochladen                |
| Wohnhaus                             | Ulmen, In der Lay 4 Lage                          | erstes Drittel des 19. Jahrhunderts | Fachwerkhaus, teilweise massiv, erstes Drittel des 19. Jahrhunderts | Fotos hochladen                |
| Schulhaus                            | Ulmen, Winkelstraße 22 Lage                       | 1910/11                             | ehemalige Schule; Putzbau auf Bruchsteinsockel, teilweise Fachwerk, Heimatstil, bezeichnet 1910/11 | Fotos hochladen                |
| Bildstock                            | Ulmen, Winkelstraße, an Nr. 36 Lage               | 19. Jahrhundert                     | Bildstock, 19. Jahrhundert | Fotos hochladen                |
| Pumpenhaus                           | Ulmen, nordöstlich des Ortes am Ulmener Maar Lage | 1926/27                             | Pumpenhaus des Gruppenwasserwerks der Gemeinde Lutzerath am Ulmener Maar, 1926/27, Kreisbauamt Cochem, 1940 erweitert; Pumpwerktechnik von 1940/41 | BW                             |
| Antoniuskapelle                      | Ulmen, südöstlich des Ortes Lage                  | 1659                                | offene Kapelle, bezeichnet 1659; Kreuz, bezeichnet 1659, Wappen des kurtrierischen Amtsmanns Georg von Metzenhausen | Fotos hochladen                |
| Wasserwerk                           | Ulmen, südöstlich des Ortes Lage                  | 1940                                | Wasserwerk; zwei Basaltbruchsteingebäude, bezeichnet 1940; Gesamtanlage | BW                             |
| Katholische Filialkapelle St. Anna   | Meiserich, Ulmener Straße 1 Lage                  | 1521                                | Saalbau, im Kern spätgotisch (1521), Verlängerung um Turm bezeichnet 1793 | weitere Bilder Fotos hochladen |
| Hofanlage                            | Meiserich, Ulmener Straße 3 Lage                  | 19. Jahrhundert                     | Hakenhof, 19. Jahrhundert | Fotos hochladen                |
| Brunnen                              | Meiserich, Ulmener Straße, vor Nr. 4 Lage         | 1909                                | Schwengelpumpe mit Vase, bezeichnet 1909 | Fotos hochladen                |